# Холмский район (Новгородская область)
Хо́лмский муниципальный округ — административно-территориальная единица (округ) и муниципальное образование (муниципальный округ) в составе Новгородской области Российской Федерации.
Административный центр — город Холм.

## География
Район является самым южным в Новгородской области. На севере район граничит с Поддорским, на востоке — с Марёвским муниципальными районами Новгородской области, на юге — с Торопецким и Андреапольским Тверской области, на юго-западе — с Локнянским и Бежаницким районами Псковской области.
Площадь района — 2178,69 км².
Основные реки — Ловать, Кунья

## История
3 августа 1777 года при рассмотрении вопроса о переустройстве административно-территориального деления Новгородской губернии был издан Указ о переименовании Холмского посада в город Холм и о причислении его к Псковской губернии. На территории вновь образованного уезда находилось 31 село, 271 сельцо и 1677 деревень.
В 1861 году в Холмском уезде было 43 000 крепостных и 107 000 десятин пашни. Отсюда в Петербург по реке Ловать отправляли в основном овёс.
По переписи 1897 года в Холмском уезде было учтено 88 000 душ населения, из них грамотных около 9000 человек. Высшее образование имели трое. Образованием занимались 58 человек, наукой и литературой — двое. Стража состояла из 34 человек, врачей и санитаров было 33.
В августе 1927 года был образован Холмский район Великолукского округа Ленинградской области. В его состав вошли город Холм и Груховский, Дунаевский, Зайцевский, Каменский, Медовский, Морховский, Находский и Сопкинский сельсоветы.
10 декабря 1928 года из Молвотицкого района в Холмский был передан Устьевский с/с.
3 июня 1929 Холмский район был передан в Западную область
В 1930 году в Холмском районе было 6 сельсоветов. В городе Холм проживало 5533 жителя. Населённых пунктов было 348, из них с населением меньше 10 человек было всего 22. Отдельных домохозяев по сельским местностям было 118.
29 января 1935 года Холмский район был передан в Калининскую область.
5 июля 1944 года Холмский район Калининской области вошёл в состав Новгородской области, но уже 22 августа 1944 года был передан в Великолукскую область.
2 октября 1957 года Холмский район вошёл в состав Псковской области, а Указом Президиума ВС РСФСР от 29 июня 1958 года из Псковской области передан в состав Новгородской области. На тот момент в состав район входили город Холм и сельсоветы Ельненский, Зайцевский, Каменский, Красноборский, Медовский, Морховский, Находский, Сопкинский, Тухомичский и Устьевский.
По Всесоюзной переписи населения СССР 1959 года население района — 14 460 человек (6088 — мужчин, 8372 — женщины, в Холме — 2977 жителей).
10 декабря 1962 года Холмский район был упразднён, а его территория передана в Холмский сельский район. 12 января 1965 года Холмский район был восстановлен в новом составе: в него вошли город Холм и сельсоветы Аполецкий, Белебёлковский, Городнянский,
Ельненский, Заозерский, Зайцевский, Зелемский, Каменский, Красноборский, Курский, Лосский, Люблинский, Медовский, Морховский, Наволокский, Находский, Нивский, Перегинский, Переездовский, Переходский, Поддорский, Полистовский, Прудский, Сопкинский, Тухомичский, Устьевский, Язвищенский и Ямновский.
2 ноября 1965 года из Холмского района в новообразованный Поддорский район были переданы Белебёлковский, Городнянский, Заозерский, Зелемский, Курский, Лосский, Люблинский, Нивский, Перегинский, Переездовский, Переходский, Поддорский, Полистовский, Прудский, Язвищенский и Ямновский с/с.
8 сентября 1975 года был упразднён Зайцевский с/с.

## Население
| 2002  | 2007  | 2008  | 2009  | 2010  | 2012  | 2013  | 2014  | 2015  |
| ----- | ----- | ----- | ----- | ----- | ----- | ----- | ----- | ----- |
| 7712  | ↘6947 | ↘6803 | ↘6655 | ↘6177 | ↘6057 | ↘5892 | ↘5759 | ↘5607 |
| 2016  | 2017  | 2018  | 2019  | 2020  | 2021  |       |       |       |
| ↘5483 | ↘5384 | ↘5230 | ↘5135 | ↘5039 | ↘4845 |       |       |       |

### Урбанизация
В городских условиях (город Холм) проживают 66,34 % населения района.

### Национальный состав
По итогам переписи населения 2020 года проживали следующие национальности (национальности менее 0,1 % и другое, см. в сноске к строке «Другие»):
| Национальность | Численность, чел. | Доля     |
| -------------- | ----------------- | -------- |
| Русские        | 4659              | 96,16 %  |
| Цыгане         | 74                | 1,53 %   |
| Украинцы       | 8                 | 0,17 %   |
| Белорусы       | 8                 | 0,17 %   |
| Узбеки         | 5                 | 0,10 %   |
| Другие         | 91                | 1,87 %   |
| Итого          | 4845              | 100,00 % |

## Административно-муниципальное устройство
В Холмский район в рамках административно-территориального устройства входит 1 город районного значения и 3 поселения как административно-территориальные единицы области.
В рамках муниципального устройства, одноимённый Холмский муниципальный район включает 4 муниципальных образования, в том числе 1 городское поселение и 3 сельских поселения:
| № | Муниципальное образование        | Административный центр | Количество населённых пунктов | Население (чел.) | Площадь (км²) |
| - | -------------------------------- | ---------------------- | ----------------------------- | ---------------- | ------------- |
| 1 | Холмское городское поселение     | город Холм             | 1                             | ↘3214            | 8,59          |
| 2 | Красноборское сельское поселение | деревня Красный Бор    | 32                            | ↘650             | 915,33        |
| 3 | Морховское сельское поселение    | деревня Морхово        | 54                            | ↘438             | 642,61        |
| 4 | Тогодское сельское поселение     | деревня Тогодь         | 49                            | ↘543             | 610,26        |

Областным законом от 11 ноября 2005 года № 559-ОЗ на территории района было образовано 6 поселений как административно-территориальных единиц области, в том числе Холмское. 1 января 2006 года в рамках муниципального устройства Областным законом от 2 декабря 2004 года N 353-ОЗ на территории муниципального района было образовано 6 муниципальных образований: одно городское и 5 сельских поселений.
12 апреля 2010 года вступил в силу областной закон № 727-ОЗ, сокративший число сельских поселений (поселений) района: были упразднены Наволокское (в пользу Красноборского) и Находское (в пользу Тогодского) сельские поселения (поселения).
Областным законом от 24 марта 2011 года Холмское поселение как административно-территориальная единица была упразднена, при этом Холм остался в перечне городов районного значения.

### Населённые пункты
В Холмском районе 136 населённых пунктов.
| №   | Населённый пункт | Тип     | Население | Муниципальное образование        |
| --- | ---------------- | ------- | --------- | -------------------------------- |
| 1   | Алешня           | деревня | 0         | Морховское сельское поселение    |
| 2   | Аполец           | деревня | 27        | Тогодское сельское поселение     |
| 3   | Бабино           | деревня | 0         | Красноборское сельское поселение |
| 4   | Барсуки          | деревня | 10        | Красноборское сельское поселение |
| 5   | Батутино         | деревня | 1         | Морховское сельское поселение    |
| 6   | Беззабочая       | деревня | 0         | Тогодское сельское поселение     |
| 7   | Бобовище         | деревня | 7         | Тогодское сельское поселение     |
| 8   | Бобяхтино        | деревня | 10        | Морховское сельское поселение    |
| 9   | Болдашево        | деревня | 42        | Морховское сельское поселение    |
| 10  | Большое Ельно    | деревня | 42        | Морховское сельское поселение    |
| 11  | Борисово         | деревня | 3         | Красноборское сельское поселение |
| 12  | Борисово         | деревня | 20        | Тогодское сельское поселение     |
| 13  | Борок            | деревня | 13        | Тогодское сельское поселение     |
| 14  | Бредняги         | деревня | 4         | Морховское сельское поселение    |
| 15  | Василёво         | деревня | 3         | Морховское сельское поселение    |
| 16  | Ветно            | деревня | 5         | Красноборское сельское поселение |
| 17  | Власково         | деревня | 0         | Красноборское сельское поселение |
| 18  | Высокое          | деревня | 9         | Красноборское сельское поселение |
| 19  | Высокое          | деревня | 3         | Тогодское сельское поселение     |
| 20  | Высокое 1-е      | деревня | 2         | Красноборское сельское поселение |
| 21  | Выставка         | деревня | 1         | Тогодское сельское поселение     |
| 22  | Галыженки        | деревня | 2         | Морховское сельское поселение    |
| 23  | Гора             | деревня | 2         | Красноборское сельское поселение |
| 24  | Городецкое       | деревня | 12        | Морховское сельское поселение    |
| 25  | Груздиха         | деревня | 0         | Тогодское сельское поселение     |
| 26  | Демидово         | деревня | 0         | Тогодское сельское поселение     |
| 27  | Дол              | деревня | 0         | Тогодское сельское поселение     |
| 28  | Долгие Нивы      | деревня | 3         | Тогодское сельское поселение     |
| 29  | Дуброво          | деревня | 5         | Морховское сельское поселение    |
| 30  | Дунаево          | деревня | 62        | Красноборское сельское поселение |
| 31  | Заборинка        | деревня | #Н/Д      | Морховское сельское поселение    |
| 32  | Загорье          | деревня | 0         | Морховское сельское поселение    |
| 33  | Зайцы            | деревня | 0         | Морховское сельское поселение    |
| 34  | Залесье          | деревня | 138       | Тогодское сельское поселение     |
| 35  | Замошье          | деревня | 19        | Красноборское сельское поселение |
| 36  | Замошье          | деревня | 3         | Морховское сельское поселение    |
| 37  | Заход            | деревня | 6         | Морховское сельское поселение    |
| 38  | Зехны            | деревня | 2         | Морховское сельское поселение    |
| 39  | Зуи              | деревня | 2         | Тогодское сельское поселение     |
| 40  | Ивановское       | деревня | 5         | Морховское сельское поселение    |
| 41  | Ивановское 1-е   | деревня | 1         | Морховское сельское поселение    |
| 42  | Ильинское        | деревня | 19        | Красноборское сельское поселение |
| 43  | Ильинское        | деревня | 0         | Тогодское сельское поселение     |
| 44  | Иструбище        | деревня | 0         | Тогодское сельское поселение     |
| 45  | Калинкино        | деревня | 4         | Тогодское сельское поселение     |
| 46  | Каменка          | деревня | 70        | Красноборское сельское поселение |
| 47  | Каменка          | деревня | 7         | Тогодское сельское поселение     |
| 48  | Клевдино         | деревня | 6         | Красноборское сельское поселение |
| 49  | Кленовец         | деревня | 12        | Морховское сельское поселение    |
| 50  | Клины            | деревня | 1         | Морховское сельское поселение    |
| 51  | Клины            | деревня | 0         | Тогодское сельское поселение     |
| 52  | Корпово          | деревня | 22        | Тогодское сельское поселение     |
| 53  | Котицы           | деревня | 8         | Тогодское сельское поселение     |
| 54  | Красный Бор      | деревня | 226       | Красноборское сельское поселение |
| 55  | Красный Клин     | деревня | 13        | Тогодское сельское поселение     |
| 56  | Крутые Ручьи     | деревня | 0         | Тогодское сельское поселение     |
| 57  | Крушинское       | деревня | 1         | Тогодское сельское поселение     |
| 58  | Кузёмкино        | деревня | 2         | Красноборское сельское поселение |
| 59  | Лехино           | деревня | 2         | Красноборское сельское поселение |
| 60  | Лосиная Голова   | деревня | 1         | Тогодское сельское поселение     |
| 61  | Лыткино          | деревня | 1         | Тогодское сельское поселение     |
| 62  | Лялино           | деревня | 10        | Морховское сельское поселение    |
| 63  | Малашёво         | деревня | 3         | Морховское сельское поселение    |
| 64  | Малихово         | деревня | 0         | Морховское сельское поселение    |
| 65  | Малое Ельно      | деревня | 3         | Морховское сельское поселение    |
| 66  | Мамоново         | деревня | 73        | Тогодское сельское поселение     |
| 67  | Мирный           | посёлок | 0         | Морховское сельское поселение    |
| 68  | Морхово          | деревня | 157       | Морховское сельское поселение    |
| 69  | Наволок          | деревня | 30        | Красноборское сельское поселение |
| 70  | Наход            | деревня | 143       | Тогодское сельское поселение     |
| 71  | Нечаево          | деревня | 5         | Морховское сельское поселение    |
| 72  | Новая            | деревня | 0         | Красноборское сельское поселение |
| 73  | Новички          | деревня | 2         | Красноборское сельское поселение |
| 74  | Новосёлки        | деревня | 6         | Морховское сельское поселение    |
| 75  | Орлово           | деревня | 0         | Морховское сельское поселение    |
| 76  | Осипово          | деревня | 7         | Морховское сельское поселение    |
| 77  | Осцы             | деревня | 20        | Морховское сельское поселение    |
| 78  | Патрихово        | деревня | 5         | Морховское сельское поселение    |
| 79  | Первомайский     | посёлок | 222       | Красноборское сельское поселение |
| 80  | Петрово          | деревня | 20        | Красноборское сельское поселение |
| 81  | Погост           | деревня | 5         | Морховское сельское поселение    |
| 82  | Подберезниково   | деревня | 0         | Морховское сельское поселение    |
| 83  | Подберезье       | деревня | 0         | Морховское сельское поселение    |
| 84  | Подмолодье       | деревня | 40        | Морховское сельское поселение    |
| 85  | Подфильни        | деревня | 6         | Красноборское сельское поселение |
| 86  | Поляни           | деревня | 6         | Тогодское сельское поселение     |
| 87  | Пономарево       | деревня | 6         | Тогодское сельское поселение     |
| 88  | Поречье          | деревня | 0         | Морховское сельское поселение    |
| 89  | Потепалово       | деревня | 1         | Морховское сельское поселение    |
| 90  | Приют            | деревня | 1         | Морховское сельское поселение    |
| 91  | Пурыгино         | деревня | 0         | Морховское сельское поселение    |
| 92  | Пустошка         | деревня | 2         | Морховское сельское поселение    |
| 93  | Пустыньки        | деревня | 0         | Красноборское сельское поселение |
| 94  | Радилово         | посёлок | 25        | Тогодское сельское поселение     |
| 95  | Ратно            | деревня | 0         | Тогодское сельское поселение     |
| 96  | Рогозино         | деревня | 6         | Тогодское сельское поселение     |
| 97  | Ручейки          | деревня | 17        | Красноборское сельское поселение |
| 98  | Рябово           | деревня | 6         | Тогодское сельское поселение     |
| 99  | Самохвалово      | деревня | 3         | Морховское сельское поселение    |
| 100 | Сельцо           | деревня | 7         | Тогодское сельское поселение     |
| 101 | Сидоровка        | деревня | 4         | Тогодское сельское поселение     |
| 102 | Силагино         | деревня | 0         | Морховское сельское поселение    |
| 103 | Соловьи          | деревня | 0         | Морховское сельское поселение    |
| 104 | Соломница        | деревня | 0         | Морховское сельское поселение    |
| 105 | Сопки            | деревня | 102       | Красноборское сельское поселение |
| 106 | Сопки            | посёлок | 2         | Красноборское сельское поселение |
| 107 | Сопки            | деревня | 8         | Тогодское сельское поселение     |
| 108 | Сотово           | деревня | 0         | Морховское сельское поселение    |
| 109 | Старое           | деревня | 12        | Морховское сельское поселение    |
| 110 | Старое           | деревня | 3         | Тогодское сельское поселение     |
| 111 | Стехново         | деревня | 3         | Морховское сельское поселение    |
| 112 | Стифоновка       | деревня | 16        | Тогодское сельское поселение     |
| 113 | Стрецово         | деревня | 0         | Красноборское сельское поселение |
| 114 | Сырмолотово      | деревня | 0         | Морховское сельское поселение    |
| 115 | Сырмолоты        | деревня | 0         | Тогодское сельское поселение     |
| 116 | Тарыжино         | деревня | 0         | Красноборское сельское поселение |
| 117 | Тогодь           | деревня | 157       | Тогодское сельское поселение     |
| 118 | Тухомичи         | деревня | 142       | Морховское сельское поселение    |
| 119 | Удобы            | деревня | 1         | Тогодское сельское поселение     |
| 120 | Устье            | деревня | 36        | Тогодское сельское поселение     |
| 121 | Федулы           | деревня | 8         | Тогодское сельское поселение     |
| 122 | Филино           | деревня | 0         | Тогодское сельское поселение     |
| 123 | Фрюнино          | деревня | 3         | Красноборское сельское поселение |
| 124 | Хвоиново         | деревня | 12        | Тогодское сельское поселение     |
| 125 | Холм             | город   | ↘3214     | Холмское городское поселение     |
| 126 | Хорошеевка       | деревня | 5         | Морховское сельское поселение    |
| 127 | Хотино           | деревня | 0         | Тогодское сельское поселение     |
| 128 | Чекуново         | деревня | 6         | Красноборское сельское поселение |
| 129 | Чекуново         | посёлок | 104       | Красноборское сельское поселение |
| 130 | Четовизня        | деревня | 6         | Тогодское сельское поселение     |
| 131 | Шваино           | деревня | 9         | Морховское сельское поселение    |
| 132 | Шершнево         | деревня | 5         | Морховское сельское поселение    |
| 133 | Ширяево          | деревня | 7         | Красноборское сельское поселение |
| 134 | Щенки            | деревня | 0         | Морховское сельское поселение    |
| 135 | Язовка           | деревня | 0         | Тогодское сельское поселение     |
| 136 | Ямищи            | деревня | 0         | Тогодское сельское поселение     |

## Транспорт
Через район проходят автомобильные дороги общей длиной 361 км.

## Достопримечательности
- Государственный природный заповедник «Рдейский»
- Рдейский монастырь (Успенский собор Рдейского монастыря)